# Cheilosia clama
Cheilosia clama is een vliegensoort uit de familie van de zweefvliegen (Syrphidae). De wetenschappelijke naam van de soort is voor het eerst geldig gepubliceerd in 1995 door Claussen & Vujic.